# Station Popielów
Station Popielów is een spoorwegstation in de Poolse plaats Popielów.